# Northfields (metrostation)
Northfields is een station van de metro van Londen aan de Piccadilly Line. 

## Geschiedenis
In 1866 werd toestemming gegeven aan plaatselijke landeigenaren voor de Hounslow and Metropolitan Railway, die gebieden in Hounslow zoals Boston Manor zou bedienen, en om verbinding te maken met een andere voorgestelde lijn genaamd de Acton & Brentford Railway. Deze laatste werd echter nooit gebouwd en in plaats daarvan werd gekozen voor een 8,9 km lange verlenging van de District Railway (DR), de latere District Line, ten westen van Mill Hill Park, het latere Acton Town. Deze verlenging langs Northfields, maar zonder station aldaar, werd geopend op 1 mei 1883.  Nadat dit deel van de DR tussen 1903 en 1905 werd geëlektrificeerd werd op 16 april 1908 station Northfield (Ealing) ingevoegd, met een sobere inrichting en abri's op het perron. In 1910 werd het station voorzien van een stationsgebouw langs het viaduct en perronkappen. Het station werd op 11 december 1911 omgedoopt in Northfields and Little Ealing.
Na de Eerste Wereldoorlog wilde de eigenaar van zowel de Great Northern Piccadilly & Brompton Railway (GNP&BR), de latere Piccadilly Line, als de DR, de UERL, de GNP&BR verlengen naar nieuw te bouwen woonwijken in het noordoosten. Ten westen van Hammersmith zou de GNP&BR volgens de plannen van UERL als sneldienst naast de DR gaan rijden om de reistijden tussen de woongebieden in het westen en de binnenstad te bekorten. Dit plan werd tegengewerkt door vervoerders die de voorstadslijnen met stoomtractie uitbaatten en bang waren dat de elektrische metro klanten zou afsnoepen. In 1929 werd alsnog begonnen met de uitvoering van de plannen van de UERL. 
De verlenging van de Piccadilly Line betekende ook de bouw van twee eigen depots voor de lijn. In het noorden kwam dit bij Cockfosters, in het westen bij Northfields. Het depot Northfields werd gebouwd op het terrein tussen Northfield Avenue en Boston Manor, waar ook het station uit 1910 stond. Zoals bij veel stations van de DR in het westen van Londen die onderdeel werden van de verlenging van de Piccadilly Line kreeg Northfields een nieuw stationsgebouw. Dit nieuwe gebouw kwam aan de overkant van de straat aan de oostkant van Northfield avenue. Het nieuwe station werd geopend op 19 mei 1932 en sinds 1 januari 1933 doet de Piccadilly het station aan. Op 13 maart 1933 werden de diensten van de Piccadilly verder naar het westen doorgetrokken en reden zowel de Piccadilly en District naar Hounslow. De ritten van de District Line werden opgeheven ten westen van Northfields op 9 oktober 1964 en tussen Acton Town en Northfields op 10 oktober 1964.

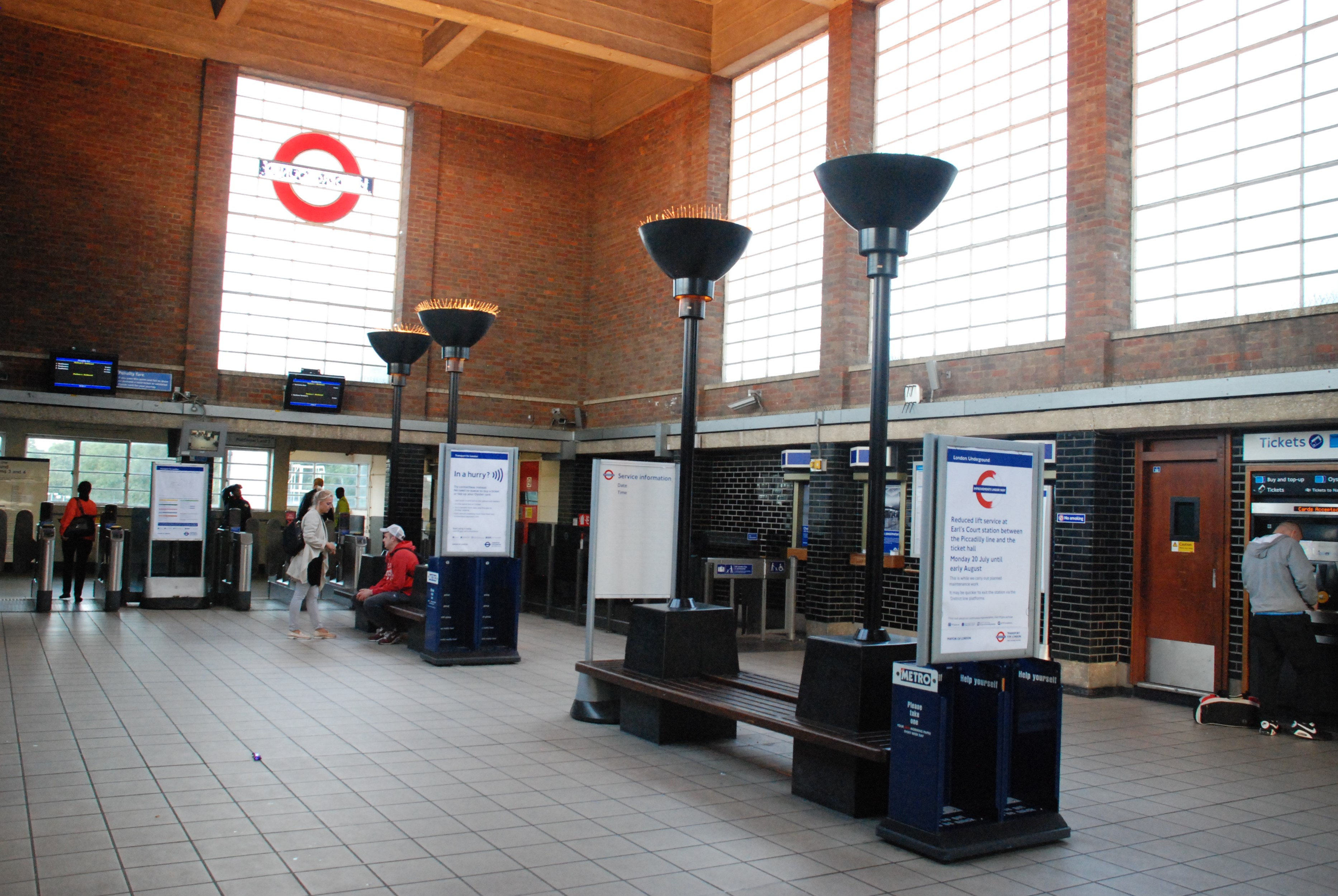
De stationshal.
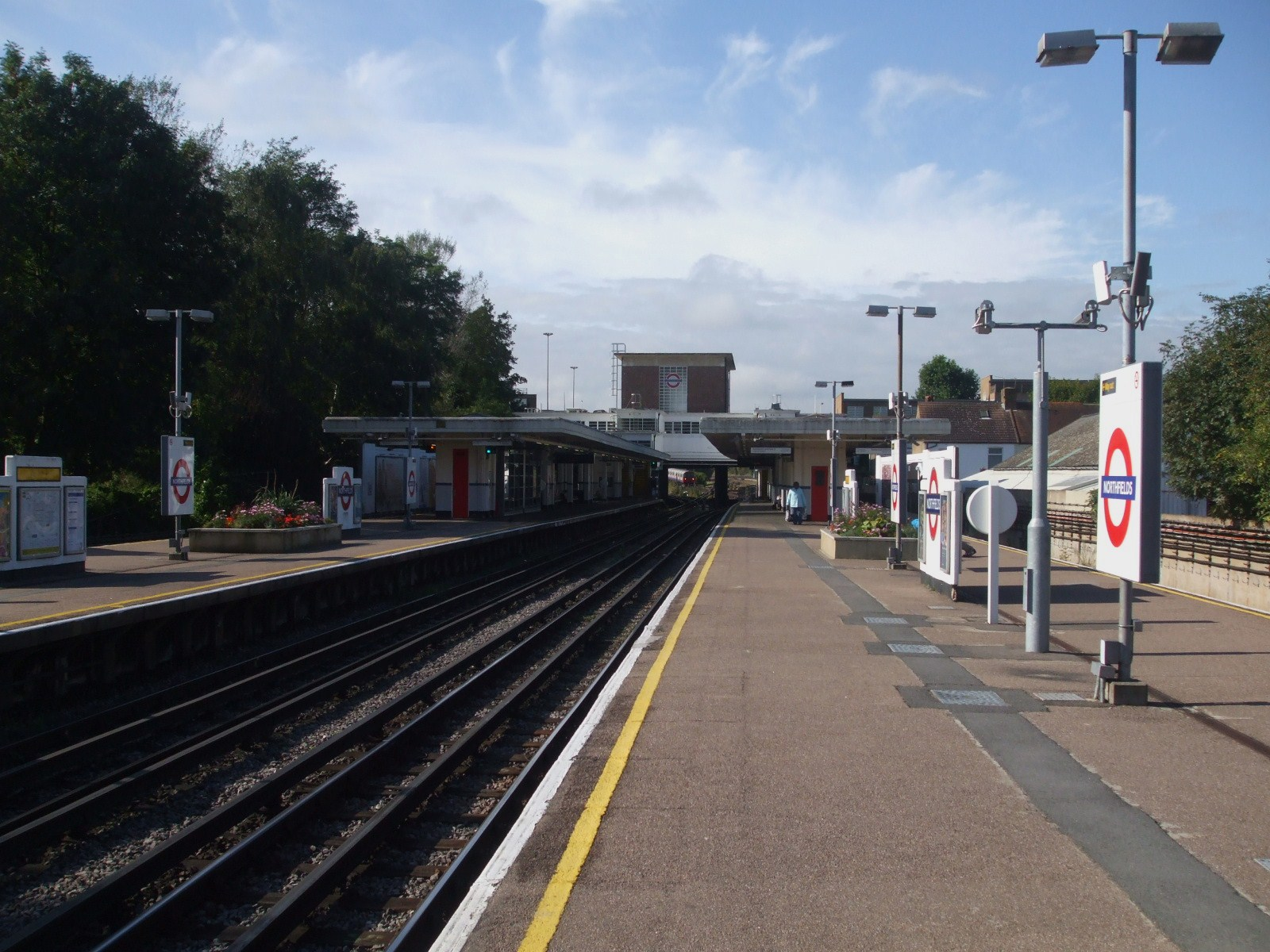
De twee eilandperrons gezien uit het oosten met op de achtergrond het stationsgebouw.
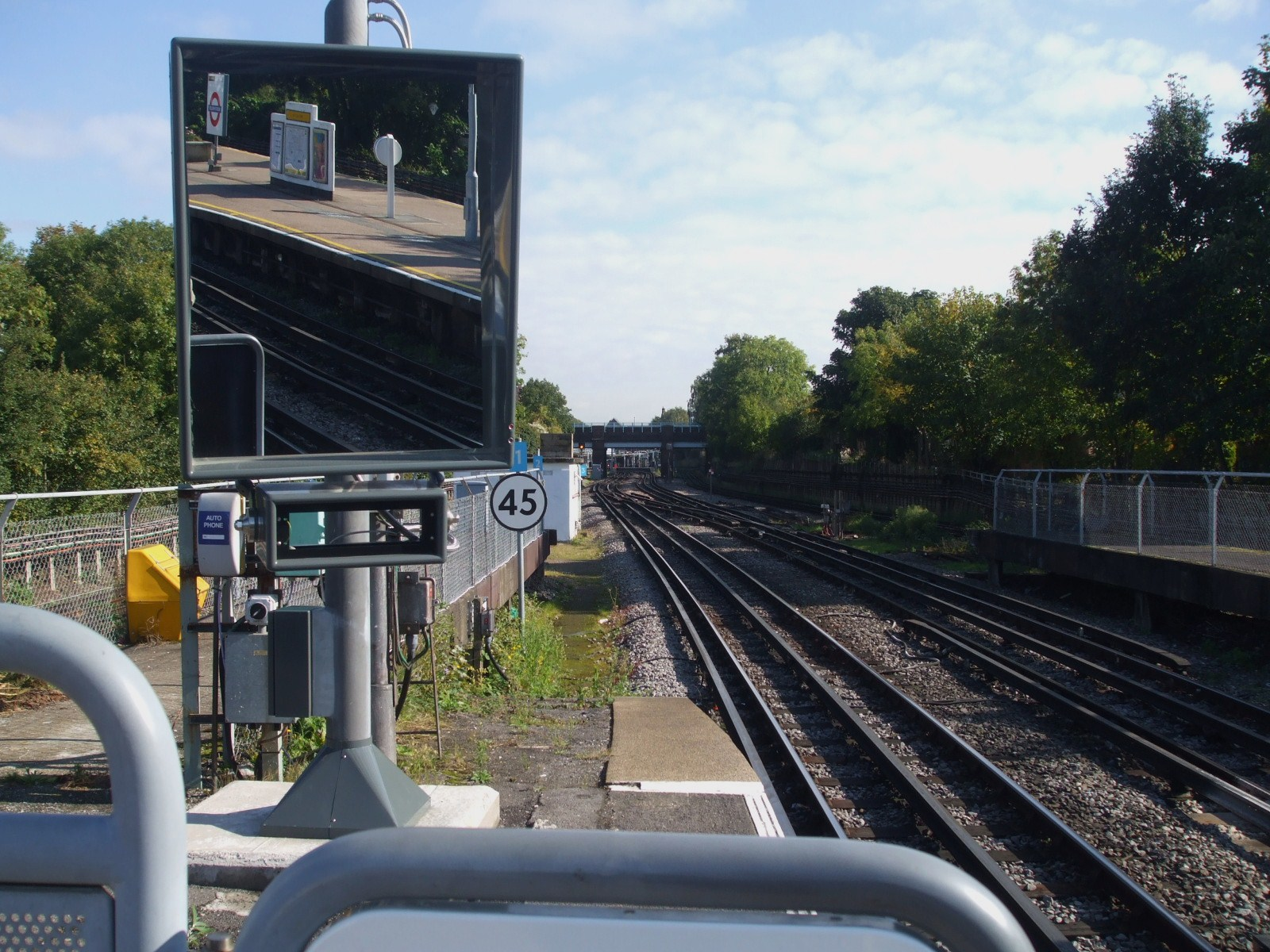
Een blik richting South Ealing op slechts 240 meter afstand.

## Ligging en inrichting
Het nieuwe station werd ontworpen door Charles Holden in een moderne Europese stijl bestaande uit  baksteen, gewapend beton en glas. Net als de stations in Sudbury Town, Sudbury Hill, Acton Town en Oakwood, die eveneens door Holden werden ontworpen, heeft Northfields een hoge blokvormige stationshal die uitsteekt boven een lage horizontale structuur met stationskantoren en winkels. De bakstenen muren van de stations kennen grote raampartijen en het geheel is afgedekt met een plat betonnen plaatdak. Het heeft twee eilandperrons voor elke richting een, met twee sporen. De middelste sporen zijn rechtstreeks met het depot verbonden, het spoor aan de noordkant sluit aan op het spoor uit het westen en is via een kruiswissel ook bereikbaar vanuit het depot. Het zuidelijke spoor is met een ongelijkvloerse kruising verbonden met het spoor naar het westen en heeft een eigen verbinding met het depot. Op 17 mei 1994 werd Northfields op de monumentenlijst geplaatst.

## Fotoarchief
- London's Transport Museum Photographic Archive
  - Northfields Halt station, 1908
  - Northfields & Little Ealing station, 1927
  - Stationshal, 1927
  - Nieuw stationsgebouw, 1933
  - Stationshal, 1933
  - Lijn naar het station, 1935.
  - Zicht in westelijke richting vanaf Weymouth Avenue, 1948